# Edition Atelier
Die Edition Atelier ist ein Mitte der 1980er-Jahre in Wien durch den Autor, Journalisten und Politiker Jörg Mauthe ins Leben gerufener Buchverlag, der seit 2011 von Sarah Legler und Jorghi Poll geleitet wird, die einen Schwerpunkt auf zeitgenössische deutschsprachige Belletristik und Literatur aus dem frühen 20. Jahrhundert setzen. Zusätzlich erscheinen Sachbücher und Essays zu ausgewählten, relevanten Themen.

## Geschichte
Mauthe gründete im Jahr 1980 die kulturpolitische Zeitschrift Wiener Journal, der die Edition Atelier daraufhin angeschlossen wurde. Den programmatischen Schwerpunkt bildeten zunächst österreichische Literatur, Kultur- und Politikgeschichte, es erschienen etwa vier bis fünf Bücher pro Jahr. Der Kulturredakteur David Axmann gehörte zu den ersten Mitarbeitern des Verlags. Nach dem Tod Mauthes im Jahr 1986 übernahm Axmann verstärkt Lektorats- und Herausgebertätigkeiten.
Die Zeitschrift Wiener Journal wurde im Jahr 2002 als selbständige Publikation eingestellt. Ebenso wie die Edition Atelier wurde sie von der Wiener Zeitung übernommen. Im Dezember 2011 machte sich die Edition Atelier von der Wiener Zeitung Digitale Publikationen unabhängig und übersiedelte in die Schwarzspanierstraße im 9. Wiener Gemeindebezirk. Dort agierte die Edition Atelier unter der Leitung von Jorghi Poll und Sarah Legler als selbstständiger, unabhängiger Wiener Verlag.

## Programm
Den Schwerpunkt der Edition Atelier bildet seit der Übernahme durch Jorghi Poll und Sarah Legler deutschsprachige Gegenwartsliteratur. Neben Romanen von Autorinnen und Autoren wie Hanno Millesi, Wolfgang Popp, Ursula Knoll und Eva Schörkhuber wurden bisher auch zahlreiche Debütromane veröffentlicht, etwa von Mascha Dabić, Margit Mössmer und Martin Peichl. Ab dem Frühjahr 2019 erschien die Romantrilogie der in Mähren geborenen und 2023 in Wien verstorbenen Autorin Ilse Tielsch, von der zuvor der Roman Das letzte Jahr neuaufgelegt wurde, neu.
Ein weiterer Schwerpunkt liegt auf österreichischer Literatur aus dem 20. Jahrhundert. Unter anderem unter der Herausgeber*innenschaft von Wolfgang Straub, Erich Hackl und Alexander Kluy konnten so Werke von Else Feldmann, Dorothea Zeemann, Hans Flesch-Brunningen und Diego Viga wiederaufgelegt werden. Der Kulturpublizist Adolf Opel gab bis zu seinem Tod 2018 im Rahmen des Verlagsprogramms Bücher von Lina Loos und den lange verschollenen Roman von Bohuslav Kokoschka, dem Bruder des Wiener Malers Oskar Kokoschka, neu heraus. Der Kärntner Germanist Primus-Heinz Kucher hat den Amerikaroman Marylin des Journalisten und Theatermannes Arthur Rundt herausgegeben, und die Literaturwissenschaftlerin Evelyne Polt-Heinzl hat neben Oskar Jan Tauschinskis Roman Talmi unter anderem den autobiografischen Roman Die dunklen Jahre der österreichischen Lektorin und Schriftstellerin Friederike Manner herausgegeben.
Weiters werden auch Sachbücher und Essays im Bereich Kultur publiziert. Etwa Signaturen der Erinnerung. Über die Arbeit am Archiv von Thomas Ballhausen, Der Geruch der Welt von Paul Divjak und Das Buch der Schurken. Die 100 genialsten Bösewichte der Weltliteratur sowie dessen Nachfolger Das Buch der Tiere. 100 animalische Streifzüge durch die Weltliteratur von Martin Thomas Pesl. Von Alexander Kluy erscheint mit Schwarz. Kulturgeschichte einer Nicht-Farbe im Frühjahr 2025 der neue Band seiner Reihe mit Kulturgeschichten.
Ab Herbst 2013 veranstaltete die Edition einmal im Monat die Lesereihe TEXTLICHT. Der Literaturmontag im Wiener Club Fluc. Autoren lasen aus ihren aktuellen Büchern, danach wurde das interessierte Publikum zu einer moderierten Open Stage eingeladen. Neben den Lesungen fanden bei freiem Eintritt DJ-Musik oder Konzerte statt. Ab Herbst 2014 fand die Lesereihe in Kooperation mit dem Österreichischen Kulturforum Berlin auch in Berlin statt. Unter dem Namen LiteraturMagnet gestalteten Autoren der Edition Atelier und des Verbrecher Verlages alle zwei Monate zunächst in der Z-Bar, später in der Buchhandlung Montag einen gemeinsamen Abend.
Der Verleger Jorghi Poll hat 2024 gemeinsam mit anderen Branchenmitgliedern die IG Buchmenschen für mehr Zusammenhalt und Unterstützung in der Buchbranche ins Leben gerufen. 

## Autoren (Auswahl)
- Thomas Ballhausen: Lob der Brandstifterin, 2013; In dunklen Gegenden, 2014.
- Vicki Baum: Makkaroni in der Dämmerung, hg. v. Veronika Hofeneder, 2018.
- Mascha Dabić: Reibungsverluste, 2017.
- Paul Divjak: Der Geruch der Welt, 2016; Vorbereitungen auf die Gegenwart, 2017.
- Barbara Kadletz: Im Ruin, 2020; Schattenkühle, 2024.
- Ursula Knoll: Lektionen in Dunkler Materie, 2022.
- Lina Loos: Das Buch ohne Titel, hg. v. Adolf Opel, 2013; Du silberne Dame Du. Briefe von und an Lina Loos, hg. v. Adolf Opel, 2016.
- Elena Messner: Das lange Echo, 2014; In die Transitzone, 2016; Schmerzambulanz, 2023.
- Hanno Millesi: Venusatmosphäre, 2015; Der Schmetterlingstrieb, 2016; Der junge Mann und das Meer, 2023.
- Margit Mössmer: Die Sprachlosigkeit der Fische, 2015; Palmherzen, 2019
- Wolfgang Popp: Die Verschwundenen, 2015; Wüste Welt, 2016; Die Ahnungslosen, 2018.
- Ulrike Schmitzer: Die Falsche Witwe, 2012; Die Flut, 2013; Es ist die Schwerkraft, die uns umbringt, 2014; Die gestohlene Erinnerung, 2015.
- Eva Schörkhuber: Die Blickfängerin, 2013; Quecksilbertage, 2014; Nachricht an den Großen Bären, 2017; Die wunderbare Insel, 2023.
- Jana Volkmann: Fremde Worte, 2014; Das Zeichen für Regen, 2015.
- Philipp Weiss: Tartaglia, 2013.